# Uroderma
Uroderma — рід родини листконосові (Phyllostomidae), ссавець ряду лиликоподібні (Vespertilioniformes, seu Chiroptera).

## Опис
Довжина голови й тіла від 54 до 64 мм, хвіст відсутній, довжина передпліччя між 39 і 45 мм, вага зазвичай від 13 до 21 гр. Забарвлення голови і тіла сірувато-коричневі. Краї вух жовтувато-білі. Є чотири білі смуги на лиці й вузька біла лінія посередині спини. Зубна формула: 2/2, 1/1, 2/2, 3/3 = 32.

## Поширення
Населяє Центральну і Південну Америку. U. bilobatum мешкає як в лісистих так і вбезлісих місцях; U. magnirostrum — у відкритих вологих місцях.

## Поведінка
U. bilobatum спочиває на деревах, часто на пальмовому листі. Uroderma кусають жилки великого листа так, щоб він складається навпіл, утворюючи укриття форми перевернутої літери V. Uroderma споживають головним чином фрукти, але також пилок, нектар і комах, знайдених у квітах та на фруктах. Самиці утворюють материнські групи чисельністю до 40 особин і не носять на собі дитинчат під час польоту. Самці в цей час утворюють групи значно менші або ж спочивають поодинці.

## Відтворення
Вагітність триває 4—5 місяців. Народжується лише одне дитинча, яке стає незалежним за місяць. Пік народжуваності припадає на ранній липень.